# Aleksej Pisemski

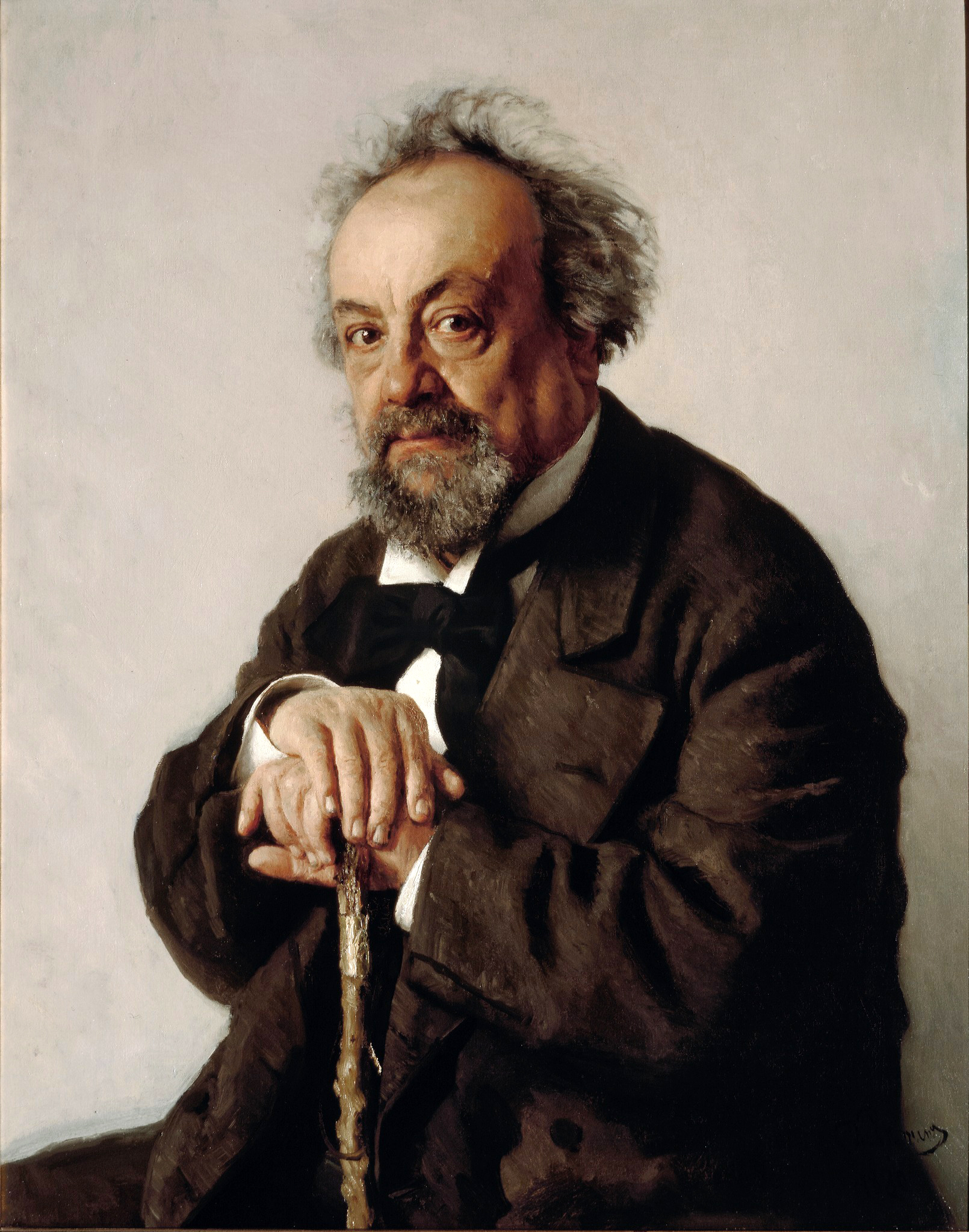
Pisemski, geschilderd door Ilja Repin

Aleksej Feofilaktovitsj Pisemski (Russisch: Алексей Феофилактович Писемский) (provincie Kostroma, 23 maart 1821 - Moskou, 2 februari 1881) was een Russisch roman- en toneelschrijver uit de school van het realisme. 

## Typering als schrijver
Pisemski was een schrijver wars van idealisme en theorieën, hij beschreef het leven zoals hij het zag, zonder vooropgezet schema, objectiever dan andere schrijvers uit zijn tijd. Op het hoogtepunt van zijn schrijversloopbaan werd hij vaak vergeleken en zelfs op één lijn gesteld met schrijvers als Toergenjev en Gontsjarov, maar zijn populariteit taande reeds aan het einde van zijn leven en onderging in de 20e eeuw een enorme terugval. 

## Werken
Pisemski maakte aanvankelijk naam met de verhalenbundel Schetsen uit het boerenleven (1856).
Het belangrijkste werk van Pisemski is de roman Duizend zielen (1858). Het is een lijvige roman over een jonge niet-adellijke intellectueel Kalinovic, die zijn idealen omwille van zijn carrière opoffert. Hij trouwt met een lelijke maar rijke eigenares van duizend zielen (lijfeigenen), in plaats van met de mooie en zuivere Nastja. Pas na het vertrek van de landeigenares keert hij bij haar terug. 
“Duizend zielen” werd opgenomen in de Russische Bibliotheek van Uitgeverij Van Oorschot, waarmee het boek c.q. de naam van Pisemski in Nederland en België nog steeds een plekje heeft behouden.
Noemenswaardig is ook nog Pisemski’s drama Het bittere lot, dat binnen het genre van het toneel door insiders nog altijd tot de 19e-eeuwse Russische klassieken wordt gerekend.